# Onorio Marinari
Onorio Marinari (Florença, 31 de outubro de 1627 - Florença, 4 de janeiro de 1716) foi um pintor florentino do período barroco.